# Нунцијата
Нунцијата је насеље у Италији у округу Катанија, региону Сицилија.
Према процени из 2011. у насељу је живело 1606 становника. Насеље се налази на надморској висини од 194 м.